# Экиманский сельсовет
Экиманский сельсовет (бел. Экіманскі сельсавет) — административная единица на территории Полоцкого района Витебской области Республики Беларусь. Административный центр — деревня Экимань-1.

## География
На территории Экиманского сельсовета располагаются озеро Тросно и водохранилище Бельчица.

## История
Экиманский сельсовет был образован в 1924 году.
После Великой Отечественной войны на территории Экиманского сельсавета находился колхоз «Красная звезда», с 25 марта 1969 года — колхоз «21-й съезд КПСС», с 23 августа 1978 года — совхоз «Прогресс», с 1995 года — совхоз-комбинат «Весна».

## Состав
Экиманский сельсовет включает 14 населённых пунктов:
- Бельчица — деревня.
- Веснянка — посёлок.
- Глинище — деревня.
- Козьянки — деревня.
- Кстовка — деревня.
- Ксты — деревня.
- Кулаково — деревня.
- Тросно — деревня.
- Фольварок — деревня.
- Черноручье-1 — деревня.
- Черноручье-2 — деревня.
- Экимань-1 — деревня.
- Экимань-2 — деревня.
- Южная — деревня.

## Козьяновский клад
Клад, найденный 24 апреля 1973 года на правом берегу Западной Двины у деревни Козьянки, примыкающей к юго-западной окраине Полоцка, состоит из 7711 монет и является одним из крупнейших кладов арабского серебра в Восточной Европе. Младшая монета клада датируется 945 годом, что позволяет установить время его сокрытия в пределах второй половины 940-х годов. Козьянковский клад также свидетельствует, что к середине X века Западно-Двинский путь был одним из главных каналов поступления серебра на Балтику с Волжского пути. Подавляющее большинство монет (не менее 89,05% от числа монет клада) представляет продукцию монетных дворов государства Саманидов. Половинка «рунического дирхама» из Козьянковского клада сопоставлена с целым экземпляром аналогичной монеты из клада восточных и западноевропейских монет, найденной в 1820-х годах в окрестностях Ревеля (Таллин). Письменность неарабографичной легенды «рунического дирхама» это один из восточноевропейских тюркских рунических алфавитов — дукт, так называемого «кубанского письма», выделенного И. Л. Кызласовым. Этот дукт представлен надписью на ручке найденного близ починка Седьярского (ныне деревня Седьяр Балезинского района Удмуртии) в 1884 году серебряного кувшина согдийского производства и надписью на найденном в 1976 году на территории Маяцкого комплекса археологических памятников обломке амфоры.